# Liste der Autorenbeteiligungen und Produktionen von Lukas Loules
Dies ist eine Übersicht über die Autorenbeteiligungen und Musikproduktionen des deutschen Musikers Lukas Loules, der unter anderem auch unter seinem Geburtsnamen Lukas Hilbert aktiv ist. Zu berücksichtigen ist, dass Hitmedleys, Remixe, Liveaufnahmen oder Neuaufnahmen des gleichen Interpreten nicht aufgeführt werden. Ebenso werden aus Gründen der besseren Übersicht lediglich nennenswerte Coverversionen aufgeführt. Tätigkeiten als Komponist und/oder Liedtexter sind in der folgenden Tabelle unter der Spalte „Autor“ zusammengefasst worden. Für eine Übersicht aller Charterfolge siehe Lukas Loules/Diskografie.

## /
| Jahr | Titel                         | Interpret     | Autor                       | Produzent                   |
| ---- | ----------------------------- | ------------- | --------------------------- | --------------------------- |
| 1995 | (Du musst ein) Schwein sein   | Die Prinzen   | Grünes Häkchensymbol für ja |                             |
| 1995 | (Du musst ein) Schwein sein   | Die Schlümpfe | Grünes Häkchensymbol für ja |                             |
| 1996 | (Ich bin’s dein) Märchenprinz | Niknuts       | Grünes Häkchensymbol für ja | Grünes Häkchensymbol für ja |

## #
| Jahr | Titel           | Interpret     | Autor                       | Produzent                   |
| ---- | --------------- | ------------- | --------------------------- | --------------------------- |
| 2005 | 100 Frauen      | Lukas Hilbert | Grünes Häkchensymbol für ja |                             |
| 2008 | 2 Herzen        | Kate & Ben    | Grünes Häkchensymbol für ja |                             |
| 1993 | 1.000 Kilometer | Lukas         |                             | Grünes Häkchensymbol für ja |
| 2018 | 1.000 Lieder    | Vanessa Mai   | Grünes Häkchensymbol für ja |                             |

## A
| Jahr | Titel                                 | Interpret            | Autor                       | Produzent                   |
| ---- | ------------------------------------- | -------------------- | --------------------------- | --------------------------- |
| 1997 | Achterbahn/Rollercoaster              | Blümchen/Blossom     | Grünes Häkchensymbol für ja |                             |
| 1991 | Ali 2 (Naziland ist abgebrannt)       | Udo Lindenberg       |                             | Grünes Häkchensymbol für ja |
| 2012 | All That Matters (The Beautiful Life) | Ke$ha                | Grünes Häkchensymbol für ja |                             |
| 2003 | Alles ändert sich (Alles oder nichts) | Oli P. feat. Lukas   | Grünes Häkchensymbol für ja |                             |
| 2004 | Andere Seite der Stadt                | Lukas Hilbert        | Grünes Häkchensymbol für ja |                             |
| 2003 | Anfang ohne Ende                      | Big Brother Allstars | Grünes Häkchensymbol für ja |                             |

## B
| Jahr | Titel                 | Interpret        | Autor                       | Produzent                   |
| ---- | --------------------- | ---------------- | --------------------------- | --------------------------- |
| 2000 | Bad Man               | Christian        | Grünes Häkchensymbol für ja |                             |
| 1994 | Beatcontrol (Move)    | Beats & Pieces   | Grünes Häkchensymbol für ja | Grünes Häkchensymbol für ja |
| 2007 | Bedingungslos         | Kate & Ben       | Grünes Häkchensymbol für ja |                             |
| 1991 | Benedictum benedactum | Udo Lindenberg   | Grünes Häkchensymbol für ja |                             |
| 2012 | Bis 5 Uhr am Morgen   | Alex C.          | Grünes Häkchensymbol für ja |                             |
| 2011 | Blame It on You       | Youngblood       | Grünes Häkchensymbol für ja |                             |
| 1996 | Boomerang             | Blümchen/Blossom | Grünes Häkchensymbol für ja |                             |
| 2007 | Born Again            | Lisa Bund        | Grünes Häkchensymbol für ja | Grünes Häkchensymbol für ja |
| 2010 | Boys Are Crazy        | The Black Pony   | Grünes Häkchensymbol für ja |                             |
| 2000 | Bring mich nach Haus  | Peter Maffay     | Grünes Häkchensymbol für ja |                             |

## C
| Jahr | Titel            | Interpret   | Autor                       | Produzent                   |
| ---- | ---------------- | ----------- | --------------------------- | --------------------------- |
| 2007 | Care for You     | Lisa Bund   |                             | Grünes Häkchensymbol für ja |
| 2003 | Chronisch pleite | Die Prinzen | Grünes Häkchensymbol für ja | Grünes Häkchensymbol für ja |

## D
| Jahr | Titel                             | Interpret                    | Autor                       | Produzent                   |
| ---- | --------------------------------- | ---------------------------- | --------------------------- | --------------------------- |
| 2005 | Da für dich (Ehrensache)          | Lukas Hilbert                | Grünes Häkchensymbol für ja |                             |
| 1998 | Dann fiel mehr auf                | Nena                         | Grünes Häkchensymbol für ja | Grünes Häkchensymbol für ja |
| 2005 | Das geht tief                     | Peter Maffay                 | Grünes Häkchensymbol für ja | Grünes Häkchensymbol für ja |
| 2000 | Das hab ich nicht gewollt         | Peter Maffay                 | Grünes Häkchensymbol für ja |                             |
| 1998 | Das ist normal                    | Nena                         | Grünes Häkchensymbol für ja | Grünes Häkchensymbol für ja |
| 2000 | Das Leben fließt so einfach       | Peter Maffay                 | Grünes Häkchensymbol für ja |                             |
| 2000 | Deine Chance                      | Peter Maffay                 | Grünes Häkchensymbol für ja |                             |
| 2008 | Dem Himmel fehlt ein Engel        | Kate & Ben                   | Grünes Häkchensymbol für ja |                             |
| 2005 | Der König bin ich                 | Lukas Hilbert                | Grünes Häkchensymbol für ja |                             |
| 2005 | Der Kreis                         | Peter Maffay                 | Grünes Häkchensymbol für ja | Grünes Häkchensymbol für ja |
| 2000 | Der Sommer mit dir                | Blümchen                     | Grünes Häkchensymbol für ja |                             |
| 2003 | Deutschland (ist ein geiles Land) | Ulf                          | Grünes Häkchensymbol für ja | Grünes Häkchensymbol für ja |
| 2020 | Diamant                           | Luca Hänni                   | Grünes Häkchensymbol für ja |                             |
| 2023 | Diamant                           | Luca Hänni & Eaz             | Grünes Häkchensymbol für ja |                             |
| 2005 | Die Antwort                       | Peter Maffay                 | Grünes Häkchensymbol für ja | Grünes Häkchensymbol für ja |
| 2005 | Die Hölle ist hier                | Peter Maffay                 | Grünes Häkchensymbol für ja | Grünes Häkchensymbol für ja |
| 2005 | Die Mitte                         | Lukas Hilbert                | Grünes Häkchensymbol für ja |                             |
| 2005 | Die Ruhe vor dem Sturm            | Peter Maffay                 |                             | Grünes Häkchensymbol für ja |
| 2000 | Die Sehnsucht einer Nacht         | Vicky Leandros               | Grünes Häkchensymbol für ja |                             |
| 2000 | Die Welt gehört mir               | Blümchen                     | Grünes Häkchensymbol für ja |                             |
| 2007 | Die Zeit ist reif                 | Yvonne Catterfeld            | Grünes Häkchensymbol für ja |                             |
| 2013 | Don’t Get Lazy                    | Elektro Horse & Michael Fall | Grünes Häkchensymbol für ja |                             |
| 2003 | Du bist das Größte                | Ulf                          | Grünes Häkchensymbol für ja | Grünes Häkchensymbol für ja |
| 2005 | Du bist ich                       | Lukas Hilbert                | Grünes Häkchensymbol für ja |                             |
| 2008 | Du bist so porno                  | Alex C. feat. Yass           | Grünes Häkchensymbol für ja |                             |
| 2002 | Du brennst immer noch in mir      | Dogma                        | Grünes Häkchensymbol für ja |                             |
| 2009 | Du brennst immer noch in mir      | Kate Hall                    | Grünes Häkchensymbol für ja |                             |
| 2003 | Du nutzt mein Herz ab             | Ulf                          | Grünes Häkchensymbol für ja | Grünes Häkchensymbol für ja |
| 2000 | Du und ich für immer              | Peter Maffay                 | Grünes Häkchensymbol für ja |                             |
| 2005 | Dying Words                       | Nu Pagadi                    | Grünes Häkchensymbol für ja | Grünes Häkchensymbol für ja |

## E
| Jahr | Titel                           | Interpret         | Autor                       | Produzent                   |
| ---- | ------------------------------- | ----------------- | --------------------------- | --------------------------- |
| 2000 | Ein Lied für dich               | Vicky Leandros    | Grünes Häkchensymbol für ja |                             |
| 2000 | Eine grosse Liebe               | Vicky Leandros    | Grünes Häkchensymbol für ja |                             |
| 2006 | Erinner mich, dich zu vergessen | Yvonne Catterfeld | Grünes Häkchensymbol für ja | Grünes Häkchensymbol für ja |
| 2005 | Erkennst du dich wieder         | Peter Maffay      | Grünes Häkchensymbol für ja | Grünes Häkchensymbol für ja |
| 2000 | Es geht mir wieder gut          | Vicky Leandros    | Grünes Häkchensymbol für ja |                             |
| 1998 | Es ist in Ordnung               | Nena              | Grünes Häkchensymbol für ja | Grünes Häkchensymbol für ja |
| 2003 | Es ist gut                      | Ulf               | Grünes Häkchensymbol für ja |                             |
| 1998 | Es muß raus                     | Nena              | Grünes Häkchensymbol für ja | Grünes Häkchensymbol für ja |
| 2008 | Ewig                            | Peter Maffay      | Grünes Häkchensymbol für ja |                             |

## F
| Jahr | Titel                 | Interpret                        | Autor                       | Produzent                   |
| ---- | --------------------- | -------------------------------- | --------------------------- | --------------------------- |
| 2005 | Falling Again         | Nu Pagadi                        |                             | Grünes Häkchensymbol für ja |
| 2018 | Fallschirm            | Vanessa Mai                      | Grünes Häkchensymbol für ja | Grünes Häkchensymbol für ja |
| 2005 | Flash for Fantasy     | Nu Pagadi                        |                             | Grünes Häkchensymbol für ja |
| 2007 | Flugzeuge im Bauch    | Lisa Bund                        |                             | Grünes Häkchensymbol für ja |
| 2000 | Frauen sind Schlangen | Vicky Leandros                   | Grünes Häkchensymbol für ja |                             |
| 2000 | Freier Fall           | Peter Maffay                     | Grünes Häkchensymbol für ja |                             |
| 2005 | Früher, später        | Peter Maffay                     |                             | Grünes Häkchensymbol für ja |
| 2000 | Fühlst du das genauso | Peter Maffay                     | Grünes Häkchensymbol für ja |                             |
| 2003 | Für dich              | Yvonne Catterfeld                | Grünes Häkchensymbol für ja |                             |
| 2011 | Für dich              | Adoro                            | Grünes Häkchensymbol für ja |                             |
| 2011 | Für dich              | Henk Damen (Liedtitel: Voor jou) | Grünes Häkchensymbol für ja |                             |
| 2016 | Für dich              | Vanessa Mai                      | Grünes Häkchensymbol für ja |                             |

## G
| Jahr | Titel                   | Interpret             | Autor                       | Produzent                   |
| ---- | ----------------------- | --------------------- | --------------------------- | --------------------------- |
| 1993 | Game Boy                | Lukas                 |                             | Grünes Häkchensymbol für ja |
| 2006 | Ganze Welt              | Lukas Hilbert / Tryna | Grünes Häkchensymbol für ja |                             |
| 1998 | Geil                    | Roh                   | Grünes Häkchensymbol für ja |                             |
| 2005 | Gib die Liebe nicht auf | Peter Maffay          | Grünes Häkchensymbol für ja | Grünes Häkchensymbol für ja |
| 2005 | Glaub an mich           | Peter Maffay          |                             | Grünes Häkchensymbol für ja |
| 1995 | Glory & Fame            | Fabian Harloff        | Grünes Häkchensymbol für ja | Grünes Häkchensymbol für ja |

## H
| Jahr | Titel                           | Interpret      | Autor                       | Produzent                   |
| ---- | ------------------------------- | -------------- | --------------------------- | --------------------------- |
| 2005 | Halt dich an mir fest           | Peter Maffay   | Grünes Häkchensymbol für ja | Grünes Häkchensymbol für ja |
| 1996 | Hasse dich jetzt schon          | Udo Lindenberg | Grünes Häkchensymbol für ja |                             |
| 2008 | Helden der Liebe                | Kate & Ben     | Grünes Häkchensymbol für ja |                             |
| 2005 | Hellfire                        | Nu Pagadi      | Grünes Häkchensymbol für ja | Grünes Häkchensymbol für ja |
| 2005 | Herzlos                         | Lukas Hilbert  | Grünes Häkchensymbol für ja |                             |
| 1998 | Heul dich bei mir aus           | Nena           | Grünes Häkchensymbol für ja | Grünes Häkchensymbol für ja |
| 1999 | Heut’ ist mein Tag              | Blümchen       | Grünes Häkchensymbol für ja |                             |
| 2000 | Heute will ich dir was schenken | Vicky Leandros | Grünes Häkchensymbol für ja |                             |
| 2005 | Hoch und höher                  | Peter Maffay   | Grünes Häkchensymbol für ja | Grünes Häkchensymbol für ja |
| 2003 | Hör auf dein Herz               | Ulf            | Grünes Häkchensymbol für ja | Grünes Häkchensymbol für ja |
| 1996 | Horizont                        | Aaron          |                             | Grünes Häkchensymbol für ja |

## I
| Jahr | Titel                                                         | Interpret                                               | Autor                       | Produzent                   |
| ---- | ------------------------------------------------------------- | ------------------------------------------------------- | --------------------------- | --------------------------- |
| 1996 | I Follow You                                                  | Fabian Harloff & Irina Alex                             | Grünes Häkchensymbol für ja |                             |
| 2007 | I Turn to You                                                 | Lisa Bund                                               |                             | Grünes Häkchensymbol für ja |
| 2004 | Ich bin ein Star - Holt mich hier raus                        | Dschungel Stars                                         | Grünes Häkchensymbol für ja |                             |
| 2000 | Ich bleib bei dir                                             | Vicky Leandros                                          | Grünes Häkchensymbol für ja |                             |
| 2013 | Ich fang dich auf                                             | Fabian Harloff                                          | Grünes Häkchensymbol für ja |                             |
| 1998 | Ich habe meine Eltern beim Sex gehört                         | Roh                                                     | Grünes Häkchensymbol für ja |                             |
| 2005 | Ich hasse dich schrecklich                                    | Bananafishbones / Jimi Blue Ochsenknecht / Anna Lücking | Grünes Häkchensymbol für ja |                             |
| 1998 | Ich hasse dich und ich hasse den Winter                       | Roh                                                     | Grünes Häkchensymbol für ja |                             |
| 2000 | Ich lass dich los, weil ich dich liebe                        | Vicky Leandros                                          | Grünes Häkchensymbol für ja |                             |
| 2008 | Ich lieb’ dich immer noch so sehr                             | Kate & Ben                                              | Grünes Häkchensymbol für ja |                             |
| 2001 | Ich lieb’ dich nicht                                          | Christian                                               | Grünes Häkchensymbol für ja |                             |
| 2008 | Ich liebe das Leben                                           | Ulf                                                     | Grünes Häkchensymbol für ja | Grünes Häkchensymbol für ja |
| 1997 | Ich liebe dich                                                | Julie                                                   |                             | Grünes Häkchensymbol für ja |
| 1998 | Ich möchte nicht mehr mit der Kelly Family verwechselt werden | Roh                                                     | Grünes Häkchensymbol für ja |                             |
| 2005 | Ich seh dich überall                                          | Lukas Hilbert                                           | Grünes Häkchensymbol für ja | Grünes Häkchensymbol für ja |
| 1998 | Ich täusche den Orgasmus vor                                  | Roh                                                     | Grünes Häkchensymbol für ja |                             |
| 2005 | Ich werd dich begleiten                                       | Peter Maffay                                            |                             | Grünes Häkchensymbol für ja |
| 1991 | Ich will dich haben                                           | Udo Lindenberg                                          | Grünes Häkchensymbol für ja |                             |
| 2008 | In dir ist immer noch ein Licht                               | Peter Maffay                                            | Grünes Häkchensymbol für ja |                             |
| 2003 | In meinen Träumen                                             | Hella feat. Sava                                        | Grünes Häkchensymbol für ja | Grünes Häkchensymbol für ja |

## J
| Jahr | Titel        | Interpret    | Autor                       | Produzent                   |
| ---- | ------------ | ------------ | --------------------------- | --------------------------- |
| 2005 | Ja, ich will | Peter Maffay | Grünes Häkchensymbol für ja | Grünes Häkchensymbol für ja |

## K
| Jahr | Titel                              | Interpret                 | Autor                       | Produzent                   |
| ---- | ---------------------------------- | ------------------------- | --------------------------- | --------------------------- |
| 1992 | Keine Staaten                      | Udo Lindenberg            | Grünes Häkchensymbol für ja |                             |
| 2000 | Keiner kommt hier lebend raus      | Peter Maffay              | Grünes Häkchensymbol für ja |                             |
| 1996 | Klick                              | Niknuts                   | Grünes Häkchensymbol für ja | Grünes Häkchensymbol für ja |
| 2005 | Kommt meine Liebe nicht bei dir an | Lukas Hilbert             | Grünes Häkchensymbol für ja |                             |
| 2005 | Kommt meine Liebe nicht bei dir an | Lukas Hilbert feat. Tryna | Grünes Häkchensymbol für ja |                             |

## L
| Jahr | Titel                                      | Interpret               | Autor                       | Produzent                   |
| ---- | ------------------------------------------ | ----------------------- | --------------------------- | --------------------------- |
| 2007 | Lass es schnei’n                           | Peter Maffay            | Grünes Häkchensymbol für ja |                             |
| 2001 | Lass uns leben                             | Vicky Leandros          | Grünes Häkchensymbol für ja |                             |
| 2010 | LAX                                        | The Black Pony          | Grünes Häkchensymbol für ja |                             |
| 2007 | Learn to Love You                          | Lisa Bund               | Grünes Häkchensymbol für ja | Grünes Häkchensymbol für ja |
| 2005 | Lebenswert                                 | Peter Maffay            | Grünes Häkchensymbol für ja | Grünes Häkchensymbol für ja |
| 2005 | Liebe ist wie Hass                         | Lukas Hilbert           | Grünes Häkchensymbol für ja |                             |
| 2008 | Liebe zu dritt/Threesome Is My Fantasy     | Alex C. feat. Yass      | Grünes Häkchensymbol für ja |                             |
| 2003 | Liebst du mich (oder liebst du mich nicht) | Hella                   | Grünes Häkchensymbol für ja | Grünes Häkchensymbol für ja |
| 2012 | Like Money                                 | Wonder Girls feat. Akon | Grünes Häkchensymbol für ja | Grünes Häkchensymbol für ja |
| 2005 | Long Way                                   | Nu Pagadi               | Grünes Häkchensymbol für ja | Grünes Häkchensymbol für ja |
| 2012 | Love in the Morning (My Sex.O.S.)          | Alex C.                 | Grünes Häkchensymbol für ja |                             |

## M
| Jahr | Titel                       | Interpret         | Autor                       | Produzent                   |
| ---- | --------------------------- | ----------------- | --------------------------- | --------------------------- |
| 2000 | Me quedaré                  | Vicky Leandros    | Grünes Häkchensymbol für ja |                             |
| 2018 | Mein Sommer                 | Vanessa Mai       | Grünes Häkchensymbol für ja | Grünes Häkchensymbol für ja |
| 2002 | Mein Tag, mein Licht        | Gim & Jazzkantine | Grünes Häkchensymbol für ja |                             |
| 2006 | Mein Tag, mein Licht        | Yvonne Catterfeld | Grünes Häkchensymbol für ja |                             |
| 2020 | Meine grösste Schwäche      | Vanessa Mai       | Grünes Häkchensymbol für ja | Grünes Häkchensymbol für ja |
| 1998 | Meine kleine heile Welt     | Nena              | Grünes Häkchensymbol für ja | Grünes Häkchensymbol für ja |
| 2010 | Missing You                 | The Saturdays     | Grünes Häkchensymbol für ja | Grünes Häkchensymbol für ja |
| 2005 | Mit dir                     | Peter Maffay      | Grünes Häkchensymbol für ja | Grünes Häkchensymbol für ja |
| 1992 | Mit dir sogar ’n Kind       | Udo Lindenberg    | Grünes Häkchensymbol für ja |                             |
| 2003 | Monarchie in Germany        | Die Prinzen       |                             | Grünes Häkchensymbol für ja |
| 2005 | Moonlight Pogo              | Nu Pagadi         |                             | Grünes Häkchensymbol für ja |
| 2006 | Mr. DJ Put on the Red Light | U 96 feat. Das Bo | Grünes Häkchensymbol für ja |                             |

## N
| Jahr | Titel            | Interpret          | Autor                       | Produzent                   |
| ---- | ---------------- | ------------------ | --------------------------- | --------------------------- |
| 2006 | Neben dir        | Yvonne Catterfeld  | Grünes Häkchensymbol für ja |                             |
| 2003 | Neugeboren       | Oli P. feat. Lukas | Grünes Häkchensymbol für ja | Grünes Häkchensymbol für ja |
| 2018 | Niemals          | Vanessa Mai        | Grünes Häkchensymbol für ja |                             |
| 2013 | Nobody’s Perfect | Chris Brown        | Grünes Häkchensymbol für ja | Grünes Häkchensymbol für ja |

## O
| Jahr | Titel                                            | Interpret | Autor                       | Produzent |
| ---- | ------------------------------------------------ | --------- | --------------------------- | --------- |
| 1998 | Onanie ist voll in Ordnung, egal wie alt du bist | Roh       | Grünes Häkchensymbol für ja |           |

## P
| Jahr | Titel      | Interpret  | Autor                       | Produzent                   |
| ---- | ---------- | ---------- | --------------------------- | --------------------------- |
| 2008 | Platz frei | Kate & Ben | Grünes Häkchensymbol für ja |                             |
| 2012 | Policia    | Loona      | Grünes Häkchensymbol für ja | Grünes Häkchensymbol für ja |

## R
| Jahr | Titel                 | Interpret        | Autor                       | Produzent |
| ---- | --------------------- | ---------------- | --------------------------- | --------- |
| 1991 | Renate von Stich      | Udo Lindenberg   | Grünes Häkchensymbol für ja |           |
| 2000 | Rette mich            | Maffay & Roh     | Grünes Häkchensymbol für ja |           |
| 2000 | Rette mich            | Peter Maffay     | Grünes Häkchensymbol für ja |           |
| 1996 | Rosa Wolke/Pink Cloud | Blümchen/Blossom | Grünes Häkchensymbol für ja |           |
| 1992 | Russisch Roulette     | Udo Lindenberg   | Grünes Häkchensymbol für ja |           |

## S
| Jahr | Titel                                               | Interpret                                            | Autor                       | Produzent                   |
| ---- | --------------------------------------------------- | ---------------------------------------------------- | --------------------------- | --------------------------- |
| 1994 | Schenk mir dein Herz                                | Fabian Harloff                                       | Grünes Häkchensymbol für ja |                             |
| 1997 | Schmetterlinge/Butterflies                          | Blümchen/Blossom                                     | Grünes Häkchensymbol für ja |                             |
| 2017 | Schönster Moment                                    | Vanessa Mai                                          | Grünes Häkchensymbol für ja | Grünes Häkchensymbol für ja |
| 2008 | Schwerelos                                          | Kate & Ben                                           | Grünes Häkchensymbol für ja |                             |
| 2005 | Scratching the Ceiling of the World                 | Nu Pagadi                                            |                             | Grünes Häkchensymbol für ja |
| 2000 | Separate Tables                                     | Vicky Leandros & Chris de Burgh                      | Grünes Häkchensymbol für ja |                             |
| 1992 | Sex im Radio (Gepiepst)                             | Udo Lindenberg                                       |                             | Grünes Häkchensymbol für ja |
| 1998 | Sie sieht gut aus, nur sie geht ’n bisschen komisch | Roh                                                  | Grünes Häkchensymbol für ja |                             |
| 2004 | So ist das Spiel, so ist das Leben                  | Almina                                               | Grünes Häkchensymbol für ja | Grünes Häkchensymbol für ja |
| 2006 | Songs That Live Forever                             | Thomas Anders                                        | Grünes Häkchensymbol für ja | Grünes Häkchensymbol für ja |
| 2005 | Stell dir vor                                       | Lukas Hilbert                                        | Grünes Häkchensymbol für ja |                             |
| 2000 | Sternenmeer                                         | Peter Maffay                                         | Grünes Häkchensymbol für ja |                             |
| 2015 | Sun Goes Down                                       | David Guetta mit Showtek feat. Magic! & Sonny Wilson | Grünes Häkchensymbol für ja |                             |
| 2004 | Sweetest Poison                                     | Nu Pagadi                                            | Grünes Häkchensymbol für ja | Grünes Häkchensymbol für ja |

## T
| Jahr | Titel                        | Interpret         | Autor                       | Produzent                   |
| ---- | ---------------------------- | ----------------- | --------------------------- | --------------------------- |
| 2016 | The Life                     | Fifth Harmony     | Grünes Häkchensymbol für ja | Grünes Häkchensymbol für ja |
| 2016 | That’s My Girl               | Fifth Harmony     | Grünes Häkchensymbol für ja | Grünes Häkchensymbol für ja |
| 1998 | Thommy und Lolly             | Roh               | Grünes Häkchensymbol für ja |                             |
| 1998 | Todmüde                      | Nena              | Grünes Häkchensymbol für ja | Grünes Häkchensymbol für ja |
| 2012 | Tonight I’m Getting Over You | Carly Rae Jepsen  | Grünes Häkchensymbol für ja | Grünes Häkchensymbol für ja |
| 2008 | Träume leben ewig            | Christina Stürmer | Grünes Häkchensymbol für ja |                             |

## U
| Jahr | Titel                 | Interpret            | Autor                       | Produzent                   |
| ---- | --------------------- | -------------------- | --------------------------- | --------------------------- |
| 1999 | Und ich fliege zu dir | Vicky Leandros       | Grünes Häkchensymbol für ja |                             |
| 1993 | Unendlich umständlich | Lukas                |                             | Grünes Häkchensymbol für ja |
| 1996 | Unendlichkeit         | Aaron                |                             | Grünes Häkchensymbol für ja |
| 2004 | Unser Haus            | Big Brother Allstars | Grünes Häkchensymbol für ja | Grünes Häkchensymbol für ja |
| 2004 | Unsterblich           | Oli P.               | Grünes Häkchensymbol für ja | Grünes Häkchensymbol für ja |

## V
| Jahr | Titel                       | Interpret      | Autor                       | Produzent                   |
| ---- | --------------------------- | -------------- | --------------------------- | --------------------------- |
| 2018 | Verdammter Engel            | Vanessa Mai    | Grünes Häkchensymbol für ja | Grünes Häkchensymbol für ja |
| 2018 | Vergessen dich zu vergessen | Vanessa Mai    | Grünes Häkchensymbol für ja | Grünes Häkchensymbol für ja |
| 2001 | Verliebt sein               | Lekker         | Grünes Häkchensymbol für ja |                             |
| 2003 | Viel, viel Sonne            | Ulf            | Grünes Häkchensymbol für ja | Grünes Häkchensymbol für ja |
| 2005 | Virus                       | Nu Pagadi      | Grünes Häkchensymbol für ja | Grünes Häkchensymbol für ja |
| 2006 | Vorbei                      | U 96 feat. Ben | Grünes Häkchensymbol für ja |                             |
| 2011 | Vorsicht zerbrechlich       | Doreen         | Grünes Häkchensymbol für ja |                             |

## W
| Jahr | Titel                                                    | Interpret       | Autor                       | Produzent                   |
| ---- | -------------------------------------------------------- | --------------- | --------------------------- | --------------------------- |
| 1995 | Wann hast du endlich mal Zeit                            | Andreas Elsholz | Grünes Häkchensymbol für ja |                             |
| 2000 | Wär ich du                                               | Blümchen        | Grünes Häkchensymbol für ja |                             |
| 2001 | Wärst du die Sonne                                       | Kuhn            | Grünes Häkchensymbol für ja |                             |
| 2003 | Was besonderes                                           | Ulf             | Grünes Häkchensymbol für ja | Grünes Häkchensymbol für ja |
| 1998 | Was hast du in meinem Traum gemacht                      | Nena            | Grünes Häkchensymbol für ja | Grünes Häkchensymbol für ja |
| 2004 | Was ich an dir mag                                       | Lukas Hilbert   | Grünes Häkchensymbol für ja |                             |
| 2005 | Weck mich nicht auf                                      | Peter Maffay    |                             | Grünes Häkchensymbol für ja |
| 2009 | Wegen dir                                                | Kate Hall       | Grünes Häkchensymbol für ja |                             |
| 2005 | Weihnachten wär geiler … wär der Weihnachtsmann ’ne Frau | Lukas Hilbert   | Grünes Häkchensymbol für ja |                             |
| 2017 | Wenn das wirklich Liebe ist                              | Vanessa Mai     | Grünes Häkchensymbol für ja | Grünes Häkchensymbol für ja |
| 2007 | Wenn der Nikolaus die Grippe kriegt                      | Peter Maffay    | Grünes Häkchensymbol für ja |                             |
| 2001 | Wenn du gehst                                            | Kuhn            | Grünes Häkchensymbol für ja |                             |
| 2000 | Wenn ich bei dir bin                                     | Vicky Leandros  | Grünes Häkchensymbol für ja |                             |
| 2005 | Wer schenkt uns ein Wunder                               | Peter Maffay    | Grünes Häkchensymbol für ja | Grünes Häkchensymbol für ja |
| 1998 | Wenn wenigstens Sommer wär                               | Nena            | Grünes Häkchensymbol für ja | Grünes Häkchensymbol für ja |
| 2007 | What Goes Up                                             | Lisa Bund       |                             | Grünes Häkchensymbol für ja |
| 2008 | Wie im Himmel                                            | Peter Maffay    | Grünes Häkchensymbol für ja |                             |
| 2005 | Wie kannst du schlafen                                   | Peter Maffay    | Grünes Häkchensymbol für ja | Grünes Häkchensymbol für ja |
| 2018 | Wiedersehen                                              | Vanessa Mai     | Grünes Häkchensymbol für ja | Grünes Häkchensymbol für ja |
| 1998 | Willkommen                                               | Nena            |                             | Grünes Häkchensymbol für ja |
| 1998 | Wir machen keine Kunst                                   | Nena            | Grünes Häkchensymbol für ja | Grünes Häkchensymbol für ja |
| 1998 | Wir sind modern                                          | Nena            | Grünes Häkchensymbol für ja | Grünes Häkchensymbol für ja |
| 2009 | Wir sind wahr                                            | Nena            | Grünes Häkchensymbol für ja |                             |
| 2008 | Wir übernehmen die Welt                                  | Kate & Ben      | Grünes Häkchensymbol für ja |                             |
| 2000 | Wo du auch bist, mach’s gut                              | Vicky Leandros  | Grünes Häkchensymbol für ja |                             |

## Y
| Jahr | Titel          | Interpret | Autor                       | Produzent                   |
| ---- | -------------- | --------- | --------------------------- | --------------------------- |
| 2005 | Your Dark Side | Nu Pagadi | Grünes Häkchensymbol für ja | Grünes Häkchensymbol für ja |

## Z
| Jahr | Titel         | Interpret    | Autor                       | Produzent                   |
| ---- | ------------- | ------------ | --------------------------- | --------------------------- |
| 2004 | Zeit zu gehen | Joachim Witt | Grünes Häkchensymbol für ja | Grünes Häkchensymbol für ja |